# Kristjan Asllani
Kristjan Asllani (Elbasan, 9 marzo 2002) è un calciatore albanese con cittadinanza italiana, centrocampista dell'Inter e della nazionale albanese.

## Biografia
È nato ad Elbasan, in Albania, ma all'età di due anni si è trasferito con la famiglia in Italia, stabilendosi a Buti, in provincia di Pisa. Possiede dunque la cittadinanza italiana.

## Caratteristiche tecniche
Regista in possesso di una buona tecnica, abile nell'impostazione della manovra e dotato di un ottimo senso della posizione, è molto bravo nel dettare i tempi di gioco e nel gestire la palla; ha iniziato a giocare a calcio come trequartista, per essere poi arretrato davanti alla difesa. Utilizzabile pure come mezzala, si distingue anche per i chilometri che è in grado di percorrere nel corso di una partita.
Per le sue caratteristiche, è stato paragonato a Marcelo Brozović.

## Carriera

### Club

#### Empoli
Cresciuto nel settore giovanile dell'Empoli, Asllani debutta fra i professionisti con la stessa maglia il 13 gennaio 2021, nella partita di Coppa Italia persa per 3-2 contro il Napoli. Dopo aver vinto il Campionato Primavera di quella stagione con la squadra toscana, viene stabilmente aggregato alla prima squadra degli Azzurri, con cui debutta in Serie A il 22 settembre 2021, nella partita vinta per 2-0 sul campo del Cagliari. Nella seconda parte della stagione 2021-2022, in seguito alla cessione di Samuele Ricci al Torino, Asllani viene promosso a titolare dall'allenatore Aurelio Andreazzoli. Il 6 maggio 2022, realizza la sua prima rete in Serie A (oltreché tra i professionisti) nella sconfitta per 4-2 contro l'Inter.

#### Inter
Il 30 giugno 2022 viene annunciato il suo passaggio all'Inter con la formula del prestito oneroso da 4 milioni di euro, più un obbligo di riscatto a 10, per un totale di 14 milioni. Il 18 gennaio 2023, Asllani vince il suo primo trofeo con l'Inter, la Supercoppa italiana, battendo il Milan per 3-0. Il 24 maggio conquista la sua prima Coppa Italia, la nona della storia per il club nerazzurro, grazie alla vittoria per 2-1 in finale contro la Fiorentina. Raggiunge anche la finale di Champions League, persa per 1-0 contro il Manchester City, non disputando però l'atto conclusivo del torneo.
Per la stagione 2023-2024 cambia numero di maglia passando dalla numero 14 alla 21. Complice la partenza di Marcelo Brozović diventa la prima alternativa al titolare Hakan Çalhanoğlu, partendo per la prima volta da titolare in campionato il 28 gennaio 2024 nel successo per 0-1 in casa della Fiorentina, in cui ha fornito a Lautaro Martínez l'assist per il gol decisivo. Il successivo 4 marzo realizza la sua prima rete in nerazzurro, nella vittoria interna per 2-1 contro il Genoa. Il 22 aprile 2024 si laurea campione d'Italia con i nerazzurri grazie alla vittoria nel derby contro il Milan.
Nella stagione successiva, in cui continua a essere l'alternativa a Çalhanoğlu, è autore di un gol olimpico nel successo per 2-0 in Coppa Italia contro l'Udinese del 19 dicembre 2024. Anche in questa stagione funge da riserva, con un rendimento negativo, realizzando un gol in campionato (su rigore) decisivo nella sfida vinta contro il Verona (1-0).

### Nazionale
Dopo avere rappresentato l'under-21 albanese in diverse occasioni nel corso del 2021, il 19 marzo 2022 Asllani viene convocato per la prima volta in nazionale maggiore, facendo quindi il suo esordio con le Aquile esattamente una settimana dopo, il 26 marzo, subentrando a Qazim Laçi al 78' minuto dell'amichevole contro la Spagna, poi persa per 2-1. Il 19 novembre realizza il suo primo gol in nazionale nella vittoriosa amichevole contro l'Armenia, fissando il punteggio sul definitivo 2-0.
Il 14 ottobre 2024 gareggia nella Nations League e realizza la rete del 1-0 battendo la Georgia.

## Statistiche

### Presenze e reti nei club
Statistiche aggiornate al 30 giugno 2025.
| Stagione        | Squadra         | Campionato      | Campionato | Campionato | Coppe nazionali | Coppe nazionali | Coppe nazionali | Coppe continentali | Coppe continentali | Coppe continentali | Altre coppe | Altre coppe | Altre coppe | Totale | Totale | Totale |
| Stagione        | Squadra         | Comp            | Pres       | Reti       | Comp            | Pres            | Reti            | Comp               | Pres               | Reti               | Comp        | Pres        | Reti        | Pres   | Reti   |        |
| --------------- | --------------- | --------------- | ---------- | ---------- | --------------- | --------------- | --------------- | ------------------ | ------------------ | ------------------ | ----------- | ----------- | ----------- | ------ | ------ | ------ |
| 2020-2021       | Empoli          | B               | 0          | 0          | CI              | 1               | 0               | -                  | -                  | -                  | -           | -           | -           | 1      | 0      |        |
| 2021-2022       | Empoli          | A               | 23         | 1          | CI              | 3               | 0               | -                  | -                  | -                  | -           | -           | -           | 26     | 1      |        |
| Totale Empoli   | Totale Empoli   | Totale Empoli   | 23         | 1          |                 | 4               | 0               |                    | -                  | -                  |             | -           | -           | 27     | 1      |        |
| 2022-2023       | Inter           | A               | 20         | 0          | CI              | 3               | 0               | UCL                | 5                  | 0                  | SI          | 1           | 0           | 29     | 0      |        |
| 2023-2024       | Inter           | A               | 23         | 1          | CI              | 1               | 0               | UCL                | 6                  | 0                  | SI          | 1           | 0           | 31     | 1      |        |
| 2024-2025       | Inter           | A               | 22         | 2          | CI              | 3               | 1               | UCL                | 8                  | 0                  | SI+Cmc      | 2+4         | 0           | 39     | 3      |        |
| Totale Inter    | Totale Inter    | Totale Inter    | 65         | 3          |                 | 7               | 1               |                    | 19                 | 0                  |             | 8           | 0           | 99     | 4      |        |
| Totale carriera | Totale carriera | Totale carriera | 88         | 4          |                 | 11              | 1               |                    | 19                 | 0                  |             | 8           | 0           | 126    | 5      |        |

### Cronologia presenze e reti in nazionale
| Cronologia completa delle presenze e delle reti in nazionale ― Albania | Cronologia completa delle presenze e delle reti in nazionale ― Albania | Cronologia completa delle presenze e delle reti in nazionale ― Albania | Cronologia completa delle presenze e delle reti in nazionale ― Albania | Cronologia completa delle presenze e delle reti in nazionale ― Albania | Cronologia completa delle presenze e delle reti in nazionale ― Albania | Cronologia completa delle presenze e delle reti in nazionale ― Albania | Cronologia completa delle presenze e delle reti in nazionale ― Albania |
| Data                                                                   | Città                                                                  | In casa                                                                | Risultato                                                              | Ospiti                                                                 | Competizione                                                           | Reti                                                                   | Note                                                                   |
| ---------------------------------------------------------------------- | ---------------------------------------------------------------------- | ---------------------------------------------------------------------- | ---------------------------------------------------------------------- | ---------------------------------------------------------------------- | ---------------------------------------------------------------------- | ---------------------------------------------------------------------- | ---------------------------------------------------------------------- |
| 26-3-2022                                                              | Barcellona                                                             | Spagna                                                                 | 2 – 1                                                                  | Albania                                                                | Amichevole                                                             | -                                                                      | 78’                                                                    |
| 29-3-2022                                                              | Tirana                                                                 | Albania                                                                | 0 – 0                                                                  | Georgia                                                                | Amichevole                                                             | -                                                                      |                                                                        |
| 6-6-2022                                                               | Reykjavík                                                              | Islanda                                                                | 1 – 1                                                                  | Albania                                                                | UEFA Nations League 2022-2023 - 1º turno                               | -                                                                      | 73’                                                                    |
| 10-6-2022                                                              | Tirana                                                                 | Albania                                                                | 1 – 2                                                                  | Israele                                                                | UEFA Nations League 2022-2023 - 1º turno                               | -                                                                      | 58’                                                                    |
| 24-9-2022                                                              | Tel Aviv                                                               | Israele                                                                | 2 – 1                                                                  | Albania                                                                | UEFA Nations League 2022-2023 - 1º turno                               | -                                                                      | 67’                                                                    |
| 16-11-2022                                                             | Tirana                                                                 | Albania                                                                | 1 – 3                                                                  | Italia                                                                 | Amichevole                                                             | -                                                                      | 71’                                                                    |
| 19-11-2022                                                             | Tirana                                                                 | Albania                                                                | 2 – 0                                                                  | Armenia                                                                | Amichevole                                                             | 1                                                                      |                                                                        |
| 27-3-2023                                                              | Varsavia                                                               | Polonia                                                                | 1 – 0                                                                  | Albania                                                                | Qual. Euro 2024                                                        | -                                                                      | 76’                                                                    |
| 17-6-2023                                                              | Tirana                                                                 | Albania                                                                | 2 – 0                                                                  | Moldavia                                                               | Qual. Euro 2024                                                        | -                                                                      | 67’                                                                    |
| 20-6-2023                                                              | Tirana                                                                 | Fær Øer                                                                | 1 – 3                                                                  | Albania                                                                | Qual. Euro 2024                                                        | 1                                                                      | 88’                                                                    |
| 7-9-2023                                                               | Praga                                                                  | Rep. Ceca                                                              | 1 – 1                                                                  | Albania                                                                | Qual. Euro 2024                                                        | -                                                                      | 69’                                                                    |
| 10-9-2023                                                              | Tirana                                                                 | Albania                                                                | 2 – 0                                                                  | Polonia                                                                | Qual. Euro 2024                                                        | -                                                                      | 45+8’ 70’                                                              |
| 12-10-2023                                                             | Tirana                                                                 | Albania                                                                | 3 – 0                                                                  | Rep. Ceca                                                              | Qual. Euro 2024                                                        | -                                                                      |                                                                        |
| 17-10-2023                                                             | Tirana                                                                 | Albania                                                                | 2 – 0                                                                  | Bulgaria                                                               | Amichevole                                                             | -                                                                      | 90+1’                                                                  |
| 17-11-2023                                                             | Chișinău                                                               | Moldavia                                                               | 1 – 1                                                                  | Albania                                                                | Qual. Euro 2024                                                        | -                                                                      |                                                                        |
| 20-11-2023                                                             | Tirana                                                                 | Albania                                                                | 0 – 0                                                                  | Fær Øer                                                                | Qual. Euro 2024                                                        | -                                                                      |                                                                        |
| 22-3-2024                                                              | Parma                                                                  | Albania                                                                | 0 – 3                                                                  | Cile                                                                   | Amichevole                                                             | -                                                                      |                                                                        |
| 25-3-2024                                                              | Solna                                                                  | Svezia                                                                 | 1 – 0                                                                  | Albania                                                                | Amichevole                                                             | -                                                                      |                                                                        |
| 3-6-2024                                                               | Szombathely                                                            | Albania                                                                | 3 – 0                                                                  | Liechtenstein                                                          | Amichevole                                                             | -                                                                      |                                                                        |
| 7-6-2024                                                               | Szombathely                                                            | Albania                                                                | 3 – 1                                                                  | Azerbaigian                                                            | Amichevole                                                             | -                                                                      |                                                                        |
| 15-6-2024                                                              | Dortmund                                                               | Italia                                                                 | 2 – 1                                                                  | Albania                                                                | Euro 2024 - 1º turno                                                   | -                                                                      |                                                                        |
| 19-6-2024                                                              | Amburgo                                                                | Croazia                                                                | 2 – 2                                                                  | Albania                                                                | Euro 2024 - 1º turno                                                   | -                                                                      |                                                                        |
| 24-6-2024                                                              | Düsseldorf                                                             | Albania                                                                | 0 – 1                                                                  | Spagna                                                                 | Euro 2024 - 1º turno                                                   | -                                                                      |                                                                        |
| 7-9-2024                                                               | Praga                                                                  | Ucraina                                                                | 1 – 2                                                                  | Albania                                                                | UEFA Nations League 2024-2025 - 1º turno                               | -                                                                      |                                                                        |
| 10-9-2024                                                              | Tirana                                                                 | Albania                                                                | 0 – 1                                                                  | Georgia                                                                | UEFA Nations League 2024-2025 - 1º turno                               | -                                                                      |                                                                        |
| 11-10-2024                                                             | Praga                                                                  | Rep. Ceca                                                              | 2 – 0                                                                  | Albania                                                                | UEFA Nations League 2024-2025 - 1º turno                               | -                                                                      |                                                                        |
| 14-10-2024                                                             | Tbilisi                                                                | Georgia                                                                | 0 – 1                                                                  | Albania                                                                | UEFA Nations League 2024-2025 - 1º turno                               | 1                                                                      |                                                                        |
| 16-11-2024                                                             | Tirana                                                                 | Albania                                                                | 0 – 0                                                                  | Rep. Ceca                                                              | UEFA Nations League 2024-2025 - 1º turno                               | -                                                                      |                                                                        |
| 19-11-2024                                                             | Tirana                                                                 | Albania                                                                | 1 – 2                                                                  | Ucraina                                                                | UEFA Nations League 2024-2025 - 1º turno                               | -                                                                      |                                                                        |
| 21-3-2025                                                              | Londra                                                                 | Inghilterra                                                            | 2 – 0                                                                  | Albania                                                                | Qual. Mondiali 2026                                                    | -                                                                      |                                                                        |
| 24-3-2025                                                              | Tirana                                                                 | Albania                                                                | 3 – 0                                                                  | Andorra                                                                | Qual. Mondiali 2026                                                    | -                                                                      |                                                                        |
| 7-6-2025                                                               | Tirana                                                                 | Albania                                                                | 0 – 0                                                                  | Serbia                                                                 | Qual. Mondiali 2026                                                    | -                                                                      |                                                                        |
| 10-6-2025                                                              | Riga                                                                   | Lettonia                                                               | 1 – 1                                                                  | Albania                                                                | Qual. Mondiali 2026                                                    | -                                                                      |                                                                        |
| Totale                                                                 |                                                                        | Presenze                                                               | 33                                                                     |                                                                        | Reti                                                                   | 3                                                                      |                                                                        |

| Cronologia completa delle presenze e delle reti in nazionale ― Albania under 21 | Cronologia completa delle presenze e delle reti in nazionale ― Albania under 21 | Cronologia completa delle presenze e delle reti in nazionale ― Albania under 21 | Cronologia completa delle presenze e delle reti in nazionale ― Albania under 21 | Cronologia completa delle presenze e delle reti in nazionale ― Albania under 21 | Cronologia completa delle presenze e delle reti in nazionale ― Albania under 21 | Cronologia completa delle presenze e delle reti in nazionale ― Albania under 21 | Cronologia completa delle presenze e delle reti in nazionale ― Albania under 21 |
| Data                                                                            | Città                                                                           | In casa                                                                         | Risultato                                                                       | Ospiti                                                                          | Competizione                                                                    | Reti                                                                            | Note                                                                            |
| ------------------------------------------------------------------------------- | ------------------------------------------------------------------------------- | ------------------------------------------------------------------------------- | ------------------------------------------------------------------------------- | ------------------------------------------------------------------------------- | ------------------------------------------------------------------------------- | ------------------------------------------------------------------------------- | ------------------------------------------------------------------------------- |
| 8-6-2021                                                                        | Sofia                                                                           | Bulgaria under 21                                                               | 4 – 0                                                                           | Albania under 21                                                                | Amichevole                                                                      | -                                                                               | 46’                                                                             |
| 7-10-2021                                                                       | Elbasan                                                                         | Albania under 21                                                                | 2 – 0                                                                           | Andorra under 21                                                                | Qual. Europeo Under-21 2023                                                     | -                                                                               |                                                                                 |
| 11-10-2021                                                                      | Elbasan                                                                         | Albania under 21                                                                | 2 – 0                                                                           | Slovenia under 21                                                               | Qual. Europeo Under-21 2023                                                     | -                                                                               |                                                                                 |
| 12-11-2021                                                                      | Capodistria                                                                     | Slovenia under 21                                                               | 3 – 0                                                                           | Albania under 21                                                                | Qual. Europeo Under-21 2023                                                     | -                                                                               |                                                                                 |
| 16-11-2021                                                                      | Pristina                                                                        | Kosovo under 21                                                                 | 2 – 1                                                                           | Albania under 21                                                                | Qual. Europeo Under-21 2023                                                     | -                                                                               | 82’                                                                             |
| Totale                                                                          |                                                                                 | Presenze                                                                        | 5                                                                               |                                                                                 | Reti                                                                            | 0                                                                               |                                                                                 |

## Palmarès

### Club

#### Competizioni giovanili
- Campionato Primavera: 1

Empoli: 2020-2021

#### Competizioni nazionali
- Campionato italiano di Serie B: 1

Empoli: 2020-2021
- Supercoppa italiana: 2

Inter: 2022, 2023
- Coppa Italia: 1

Inter: 2022-2023
- Campionato italiano: 1

Inter: 2023-2024